# Словарь русской ономастической терминологии
Словарь русской ономастической терминологии — первый советский толковый словарь терминов по ономастике, на который опираются в своих работах все современные исследователи русской ономастики. Впервые опубликован в 1978 году, под редакцией известного лингвиста классика российской ономастики А. В. Суперанской (1929—2013).
Ономастика как самостоятельная наука сформировалась только в середине XX века. За прошедшие шесть десятилетий сложилась ономастическая теория, были выработаны методы и приёмы анализа ономастического материала, определены представления о составе онимии и системно-структурных отношениях в ономастике. Решающий вклад в становление и развитие русской ономастической терминологии внёс словарь Н. В. Подольской.

## Содержание
Книга содержит около 700 терминов и является отраслевым лингвистическим одноязычным толковым словарём. В нём все термины изложены в системе, основанной на иерархии именуемых объектов, с большим количеством пояснений и примеров. Ко многим терминам даны иноязычные эквиваленты. Проведена классификация и систематизация терминов.
Сформулированы основные критерии оценки качества ономастической терминологии:
a) лаконичность при создании (одно-, дву- или даже трёхосновных) терминов (например, гидроойконим);
б) грецизмы или латинизмы в основе термина.
Определены типовые морфемы для однословных ономастических терминов.
-ия (совокупность имен): гидронимия;
-ика (раздел науки): гидронимика;
-ист (исследователь): гидронимист;
-икон (список или словарь): гидронимикон;
-ация, -изацuя (процесс): гидронимизация (лексических единиц);
де- (приставка) + -изация или -ация (для обратного процесса): дегидронимизация;
-ический (производное прилагательное): гидронимический (от гидронимика);
-ный: гидронимный (от гидроним).
Завершается словарь алфавитным указателем и указателем словосочетаний, близких к терминологическим, но не вошедших в словарь. Весь тираж (35,7 тыс. экземпляров) разошёлся в год выпуска. Повторно словарь был переиздан спустя десять лет, в 1988 году, ещё меньшим тиражом в 23 тыс. экземпляров. Формат изданий — карманный.

### Состав словаря
От автора
Опыт отраслевого лингвистического словаря.
Как построен словарь.
Словарная статья.
Система отсылок.
Терминоэлементы греческого и латинских языков, регулярно входящие в специальные термины ономастики.
Словарь от А до Я
Некоторые словосочетания (близкие к терминологическим), не требующие дефиниций.
Аббревиатуры терминов.
Библиография (с. 157—167).
Указатели (с. 168—187):
терминологический указатель;
предметно-терминологический указатель.

## Терминологические словосочетания
Поскольку вопрос о выделении того или иного термина в отдельную словарную статью звучит довольно часто, то ниже приводится список слов, которые, по мнению Н. В. Подольской, не требуют подробных разъяснений (дефиниций).
антропогидроним (отантропонимный гидроним)
антропонимический тип
антропоойконим (отапотроповимный ойконим)
аффиксация (в именах)
гидроантропоним (отгидронимный антропоним)
гидроойконим (отгидронимный ойконим)
гидроороним (отгидронимвый ороним)
гипокористический формант [В именах]
городское имя (личн.)
гидроантропоним (отгидронимный антропоним)
деревенское имя (личн.)
имя на карте (геогр.)
купеческое имя (личн.)
онимический суффикс
ономастическая анкета
ономастический элемент
ономастическое явление
переводное (переведённое) имя (собст.)
повторяемость имен
программа сбора топонимов.

## Издания словаря
- Подольская Н. В. Словарь русской ономастической терминологии / Отв. ред. А. В. Суперанская; Институт языкознания АН СССР. — М.: Наука, 1978. — 200 с. — 35 700 экз.
- Подольская Н. В. Словарь русской ономастической терминологии / Отв. ред. А. В. Суперанская; Рец.: Х. Ф. Исхакова; Институт языкознания АН СССР. — 2-е изд., перераб. и доп. — М.: Наука, 1988. — 192 с. — 23 000 экз. — ISBN 5-256-00317-8.

## Рецензия
По мнению российского лингвиста профессора В. И. Супруна, при любом подходе к созданию терминологического словаря словник должен быть составлен с учётом разработок Н. В. Подольской, другое изложение материала внесёт неразбериху в ономастическую терминологию. Только бережное отношение к этому известному во всём мире справочнику обеспечит преемственность в развитии науки.